# Spoorlijn München - Ulm
De spoorlijn München - Ulm is een Duitse spoorlijn als lijn 5503, (München Hbf – Augsburg Hbf) en 5302, (Augsburg Hbf - Ulm Hbf (BD-grens)) onder beheer van DB Netze.
Het traject maakte deel uit van de historische Bayerische Maximiliansbahn, een spoorlijn tussen Ulm in de deelstaat Baden-Württemberg en de Oostenrijkse grens bij Kufstein en bij Salzburg.
Niet te verwisselen met de Pfälzische Maximiliansbahn tussen Neustadt an der Weinstraße en Wissembourg.

## Geschiedenis
Het traject tussen München en Augsburg werd door de particuliere maatschappij München-Augsburger Eisenbahn-Gesellschaft gebouwd en in 1840 geopend.
Het traject werd in fases geopend:
- 1 september 1839: München – Lochhausen, 12,5 km
- 27 oktober 1839: Lochhausen – Olching, 6,6 km
- 7 december 1839: Olching – Maisach, 5,7 km
- 4 oktober 1840: Maisach – Augsburg, 37,1 km

De München-Augsburger Eisenbahn-Gesellschaft werd op 23 mei 1846 overgenomen door de Königlich Bayerischen Staats-Eisenbahn. Deze legde de volgende trajecten aan en werden geopend op:
- 1 mei 1854: Midden Donaubrücke Ulm – Neu-Ulm, 1,3 km.
- 26 september 1853: Neu-Ulm – Burgau, 38,1 km.
- 1 mei 1854: Burgau – Dinkelscherben, 17,9 km.
- 26 september 1853: Dinkelscherben – Augsburg, 26,4 km.

## Treindiensten

### Deutsche Bahn
De Deutsche Bahn verzorgt het personenvervoer op dit traject met RE- en RB-treinen.

### S-Bahn
De S-Bahn, meestal de afkorting voor Stadtschnellbahn, soms ook voor Schnellbahn, is een in Duitsland ontstaan (elektrisch) treinconcept, welke het midden houdt tussen de Regionalbahn en de Stadtbahn. De S-Bahn maakt meestal gebruik van de normale spoorwegen om grote steden te verbinden met andere grote steden of forensengemeenten. De treinen rijden volgens een vaste dienstregeling met een redelijk hoge frequentie.

## Aansluitingen
In de volgende plaatsen was of is er een aansluiting van de volgende spoorwegmaatschappijen:

### München Hbf
- Allgäubahn spoorlijn tussen Buchloe en Lindau
- Isartalbahn spoorlijn tussen München-Isartalbahnhof (gelegen in Sendling) en Bichl
- München - Garmisch-Partenkirchen spoorlijn tussen München en Garmisch-Partenkirchen
- München-Pasing – Herrsching spoorlijn tussen München-Pasing en Herrsching
- München – Nürnberg spoorlijn tussen München en Nürnberg
- München – Regensburg spoorlijn tussen München en Regensburg
- München – Mühldorf spoorlijn tussen München en Mühldorf
- München – Flughafen spoorlijn tussen München en Flughafen München Franz Josef Strauß
- München – Rosenheim spoorlijn tussen München en Rosenheim
- München – Lenggries spoorlijn tussen München en Lenggries
- Münchner Nordring goederen spoorlijn aan de noordzijde van München
- U-Bahn München (MVG) metro München
- Straßenbahn München (MVG) stadstram München

### München Pasing
- Allgäubahn spoorlijn tussen Buchloe en Lindau
- München - Garmisch-Partenkirchen spoorlijn tussen München en Garmisch-Partenkirchen
- München-Pasing - Herrsching spoorlijn tussen München-Pasing en Herrsching
- U-Bahn München (MVG) metro München
- Straßenbahn München (MVG) stadstram München

### Augsburg
- Ammerseebahn spoorlijn tussen Augsburg en Geltendorf
- Augsburg - Buchloe spoorlijn tussen Augsburg en Buchloe
- Lechfeldbahn spoorlijn tussen Augsburg en Landsberg am Lech
- Paartalbahn spoorlijn tussen Augsburg en Ingolstadt
- Augsburger Localbahn spoorlijn rond Augsburg
- Nürnberg – Augsburg spoorlijn tussen Nürnberg en Augsburg
- Augsburg – Welden spoorlijn tussen Augsburg en Welden
- Staudenbahn spoorlijn tussen Augsburg en Türkheim
- Augsburger Verkehrsgesellschaft mbH (AVG) stadstram Augsburg

### Ulm
- Südbahn spoorlijn tussen Ulm en Friedrichshafen Haven
- Illertalbahn spoorlijn tussen Ulm en Obersdorf
- Filstalbahn spoorlijn tussen Stuttgart en Ulm
- Donautalbahn spoorlijn tussen Ulm en Donaueschingen
- Donautalbahn spoorlijn tussen Regensburg en Ulm
- Brenzbahn spoorlijn tussen Ulm en Aalen
- Straßenbahn Ulm stadstram in Ulm

## Elektrische tractie
Het traject werd in 1933 geëlektrificeerd met een spanning van 15.000 volt 16⅔ Hz wisselstroom.